# Hui Shi
Hui Shi (chinois traditionnel : 惠施 ; pinyin : Huì Shī ; EFEO : Houei Che)
ou Huizi (惠子, Huìzǐ, Houei Tseu)
(env. 380 - env. 305 av. J.-C.) est un philosophe et homme d'état chinois de la Période des Royaumes combattants (戰國, zhànguó, –476 à –221).
Le sophiste, célèbre pour ses controverses avec Zhuāng Zhōu et ses paradoxes sur la relativité du temps et de l'espace, est considéré comme l'un des représentants majeurs de l'École des Noms (名家, Míngjiā). Il tient par ailleurs un rôle politique important en tant que premier ministre du roi Huì (en) 魏惠王 (r. 370 - 319) des Wei 魏國.
« La perte des textes de Hui Shi est peut-être la perte la plus regrettable de la littérature chinoise ancienne, car chaque témoignage évoque un homme unique par l'étendue de ses talents et de ses centres d'intérêt, un véritable humaniste. » Angus Charles Graham
« Sa pensée est probablement un sommet de la philosophie de la nature à l’époque des Royaumes combattants. » Li Cunshan 李存山

## Documents anciens
La vie et quelques propos de Huì Shī nous sont connus grâce à un ensemble de textes anciens, que l'on estime écrits entre le IVe siècle et le Ier siècle av. J.-C., principalement :
- le Zhuāngzǐ (莊子) (IVe siècle av. J.-C.)
- les Annales des Printemps et des Automnes de Lü (吕氏春秋, Lüshi chūnqiū) (c. 235 av. J.-C.),
- le Xúnzǐ (荀子) (IIIe siècle av. J.-C.),
- le Hán Fēizǐ (韓非) (281 - 233 av. J.-C.),
- les Commentaires externes du Livre des Odes (en) (韓詩外傳, hán shī wàizhuàn) (IIe siècle av. J.-C.),
- le Huáinán zǐ (荀子) (IIe siècle av. J.-C.),
- le Jardin d'anecdotes (en) (說苑, Shuō yuàn) (Ier siècle av. J.-C.),
- les Stratagèmes des Royaumes combattants (戰國策, Zhàn Guó Cè) (Ier siècle av. J.-C.).

Malheureusement, il n'est pas facile de croiser ces différentes sources tant chaque ouvrage donne une image spécifique de Huì Shī.

## Homme politique

Localisation des principaux États de la période des Royaumes combattants au milieu du Le tracé des frontières est approximatif.

Si l'on s'appuie sur la notice - postérieure de près de quinze siècles à Huì Shī - du Tōng zhì 通志 du grand historien des Sòng Zhèng Qiáo (zh) 鄭樵 (1104-1162) : Huì Shī, écrit 惠施 ou 慧施 aussi dénommé Huì Gōng 惠公, originaire de l'état de Sòng 宋 aurait pris le surnom de Huì, afin d'éviter de porter son véritable nom Jī 姬, nom de famille royal de la dynastie Zhou 周.
Huìzǐ se rendit vers 343 av. J.-C. dans la principauté de Wei. Il devient ministre du roi Huì de Liáng/Wèi 梁/魏惠王 (r. 371-319), au moment où la principauté amorce son lent déclin et accuse ses premières grandes défaites, notamment la bataille de Maling en 341 av. J.-C..
Il suit le roi quand il déplace la capitale de Anyi à Da Liang (et change le nom de sa principauté de Wei à Liang) en 340 av. J.-C..
Le rôle de Huì Shī est important puisqu'il organise la célèbre rencontre de Xuzhou (徐州, aujourd'hui Tengxian 滕縣, Shandong) en 334 av. J.-C. entre le roi Hui de Wei et le roi Wei de Qi 齊威王(r. 379-343) au cours de laquelle les seigneurs feudataires s'adressèrent pour la première fois le titre de Wang 王, « roi ». Mais les revers militaires du roi Huì se poursuivent - l'armée Wei est défaite par celle de la principauté de Chu à Xianling (à l’ouest du district de Suiyang, au Henan) en ~324, et certains (voir ci-dessous) n'hésite pas à en rendre responsable la politique de son ministre Huì Shī.
On ignore si Huì Shī rencontre Mengzi lorsque celui-ci fut reçu à la cour du roi Hui de Wei en 320 av. J.-C.. À la mort de ce dernier en 319 av. J.-C., son fils Xiāng 魏襄王 (r. 319-296) lui succède, et reprend à son service semble-t-il le ministre Huì Shī.

### Mauvais conseiller duLüshi Chunqiu, le juste duHan Feizi
Dans les Annales des Printemps et des Automnes de Lü, Huì Shī est considéré comme une figure politique majeure, premier ministre et ambassadeur du roi Hui des Wei (en), qui va jusqu'à l'honorer du titre d'Oncle du Roi. Mais les mentions sont loin d'être toutes élogieuses.
Huì Shī est d'abord cité comme un législateur absurde : un passage du livre 18 (chapitre 105/18.5), évoque le code de lois définies par Huì Shī pour le roi, lois qui semblent bonnes 善 par le peuple et le roi lui-même, mais qui sont jugées inapplicables 不可 par un autre conseiller.
L'anecdote sera reprise presque mot pour mot dans le Huainan zi (chapitre 12 (3/2b)), mais le contexte culturel de l'époque (néoconfucianisme) en modifie la conclusion : « Ainsi, le bon gouvernement d'un État réside dans les rites et non dans des discussions savantes. » (trad. Ch. Leblanc).
Le chapitre suivant 不屈 (106/18.6) commence par poser la question de la pertinence des propos des savants et autres rhéteurs subtils, et pour l'illustrer rapporte trois anecdotes autour de Huì Shī.
La première tout à son honneur montre Huì Shī justifiant par un discours logique et structuré son refus du trône que le roi Hui de Wei veut lui céder, afin de ne pas exciter haine et convoitise.
La seconde commence par une dispute avec un disciple de Mencius nommé Kuāngzhāng 匡章, qui devant le roi Hui, reproche à Huì Shī les dépenses liées à la grande pompe de ses déplacements (« plusieurs centaines de charrettes et de courtisans »). Un passage du Huainan zi (chapitre 11 27/21b) illustre aussi ce thème : « Lorsque Hui zi passa par Mengzhu, suivi d’un convoi de cent chars, Zhuang zi l’aperçut et rejeta le surplus de poissons de sa pêche. ». Huishi reprenant à son compte la métaphore de Kuāngzhāng justifie un tel apparat, nécessaire selon lui à son statut de ministre d'état et par sa verve remporte la dispute. Mais le reste du paragraphe décrit la situation militaire et politique désastreuse du royaume de Wei et du roi devenu la « risée du monde entier », et en attribue la cause aux conseils « stupides » de son ministre d'état Huì Shī et à son art de « gouverner sans gouverner 治不治 ». Et le texte de conclure : « Le reproche de Kuāngzhāng était donc amplement justifié ».
La dernière anecdote montre enfin l'arrogance et les propos inutilement blessant de Huì Shī envers une personne qu'il rencontrait pour la première fois.
A contrario, dans le Han Feizi, on voit la verve et la rhétorique de Huì Shī sauver la vie d'un ami, argumenter en faveur de la paix.

### Ministre au parler fleuri duShuō yuàn
Dans le Jardin d'anecdotes (en) (說苑, Shuō yuàn) (Ier siècle av. J.-C.), on trouve une anecdote sur le ministre Huizi, qui attaqué sur son art de la métaphore, répond par son éloge, :

« Quelqu'un essaya de discréditer Huizi auprès du roi des Liang :
 - Huizi fait un usage trop fréquent de la métaphore. Il ne sait pas s'expliquer autrement.
 Le roi dit : - Vous avez raison.
 Le lendemain, Huizi s'étant présenté devant le roi, celui-ci lui dit : - Désormais quand vous aurez à me parler, je vous prie d'aller au but sans user de métaphores.
 Le ministre répondit : - Supposons un homme qui ne sait pas ce que c'est qu'une catapulte. S'il vous demande quelle est la forme d'une catapulte et que vous lui disiez : la catapulte a la forme d'une catapulte, comment voulez-vous qu'il puisse se la figurer?
 - Pour sûr qu'il ne le peut pas, acquiesça le roi.
 Huizi poursuivit : - Si vous lui disiez que la catapulte ressemble à un arc dont la corde est faite de bambou, et que c'est une machine de guerre pour envoyer des boulets, alors vous comprendra-t-il ou non?
 Le roi dit : - Il comprendra.
 - Prendre une chose connue de tous pour décrire par comparaison ce que votre interlocuteur ne connaît pas encore, c'est un moyen de la lui faire comprendre. Maintenant si vous me défendez l'usage des métaphores, quel moyen me restera-t-il?
 - Vous avez raison, dit le Roi. »

— 說苑, Shuō yuàn, Chapitre 11 善說,8

## Le sophiste

### Huì Shī et Zhuāng Zhōu
« Hoei-cheu [Huì Shī], ministre de Leang [le roi Hui des Wei], sophiste, contradicteur perpétuel de Tchoang-tseu [Zhuangzi], et l'un de ses plastrons préférés »

— Léon Wieger, note présentant Huì Shī dans son édition du Zhuangzi (1913).

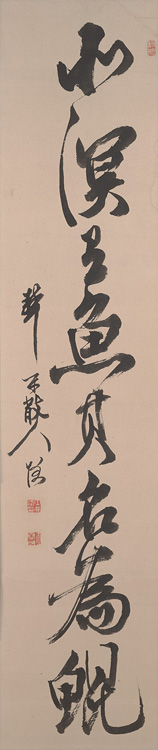
Les premiers caractères du Zhuangzi par Doi Gōga (1817-1880)

Parmi tous les portraits de Huì Shī parvenus jusqu'à nous, celui de Zhuāng Zhōu - contemporain de Huì Shī - est le plus riche et le plus vivant, portrait fragmenté mêlant anecdotes ou récits le concernant à de vives discussions avec Zhuāng Zhōu lui-même, réparti sur les trois sections du Zhuangzi :
(chapitres internes 內篇 1-7)
- partie 1.6[A 1] : Huì Shī apparaît pour la première fois dans l'anecdote des Courges du Roi de Wei, tout à la fois pastiche littéraire du mythe de Fuxi et Nuwa[10] et critique des dissections sophistes du langage : Huì Shī reçoit du roi une gigantesque courge qu'à force de découper il finit par rendre inutile avant de la jeter - et Zhuāng Zhōu de constater qu'il n'existe pas d'objet inutile en soi mais que tout dépend de celui qui sait en tirer parti[11].
- partie 1.7[A 2] : l'allégorie de L'Ailante et la Civette selon la dénomination de Levi[12] où Huì Shī compare les propos de Zhuāng Zhōu à l'ailante, cet arbre dont personne n'utilise le bois. Zhuāng Zhōu s'étonne alors que l'utilité soit érigée en critère de valeur, vu sa relativité[N 7].
- partie 2.7[A 3] : Huì Shī est un musicien, plein d'amour pour son prochain.
- partie 2.9[A 4] : sans le nommer, Zhuāng Zhōu critique certains aphorismes de Huì Shī. Ces aphorismes seront seulement cités au chapitre 33.
- partie 5.6[A 5] : le débat avec Zhuāng Zhōu sur les qualités essentielles - L'homme privé de sentiment est-il humain ? - l'échange qui commence tel un dialogue de sourd, reste célèbre pour être un des premiers dialogues traitant du concept de qing 情[13].

(chapitres externes 外篇 8-22)
- partie 17.12[A 6] : le premier ministre Huì Shī est inquiet d'une visite de Zhuāng Zhōu. Il a peur que ce dernier ne vienne que dans l'idée de le supplanter.
- partie 17.13[A 7] : le célèbre dialogue sur le bonheur des poissons (voir ci-dessous).
- partie 18.2[A 8] : Huì Shī s'étonnant du comportement de Zhuāng Zhōu à la mort de sa femme.

(chapitres mixtes ou divers 杂篇 23-33)
- partie 24.5[A 9] : à la question de Zhuāng Zhōu « Confucius, Mo-ti, Yang Zhu, et Kouen-Song Long, avec vous-même, cela fait cinq écoles. Laquelle de ces cinq détient-elle la vérité? », Huì Shī répond : « Quand les confucianistes, les taoïstes, les disciples de Yang Tchou et ceux de Gōngsūn Lóng entrent en discussion avec moi et que chaque interlocuteur cherche à abaisser l’autre par des paroles et à imposer son autorité par le ton de sa voix, aucun d’eux cependant ne parvient à me réfuter. Qu’y a-t-il de comparable à un tel bonheur? »
- partie 24.6[A 10] : Zhuāng Zhōu déplorant la mort de Huì Shī.
- partie 25.4[A 11] : un récit où l'on voit comment le ministre Huì Shī réussit à bousculer les certitudes du roi Ying de Wei [Roi Hui].
- partie 26.7[A 12] : une nouvelle discussion avec Zhuangzi sur l'inutilité.
- partie 27.2[A 13] : une autre sur Confucius.
- partie 33.7[A 14] : enfin c'est par une longue évocation de Huì Shī, que se conclut le Zhuangzi (chapitre 33 Sous le ciel[N 8]), nous restituant surtout dix de ses paradoxes.

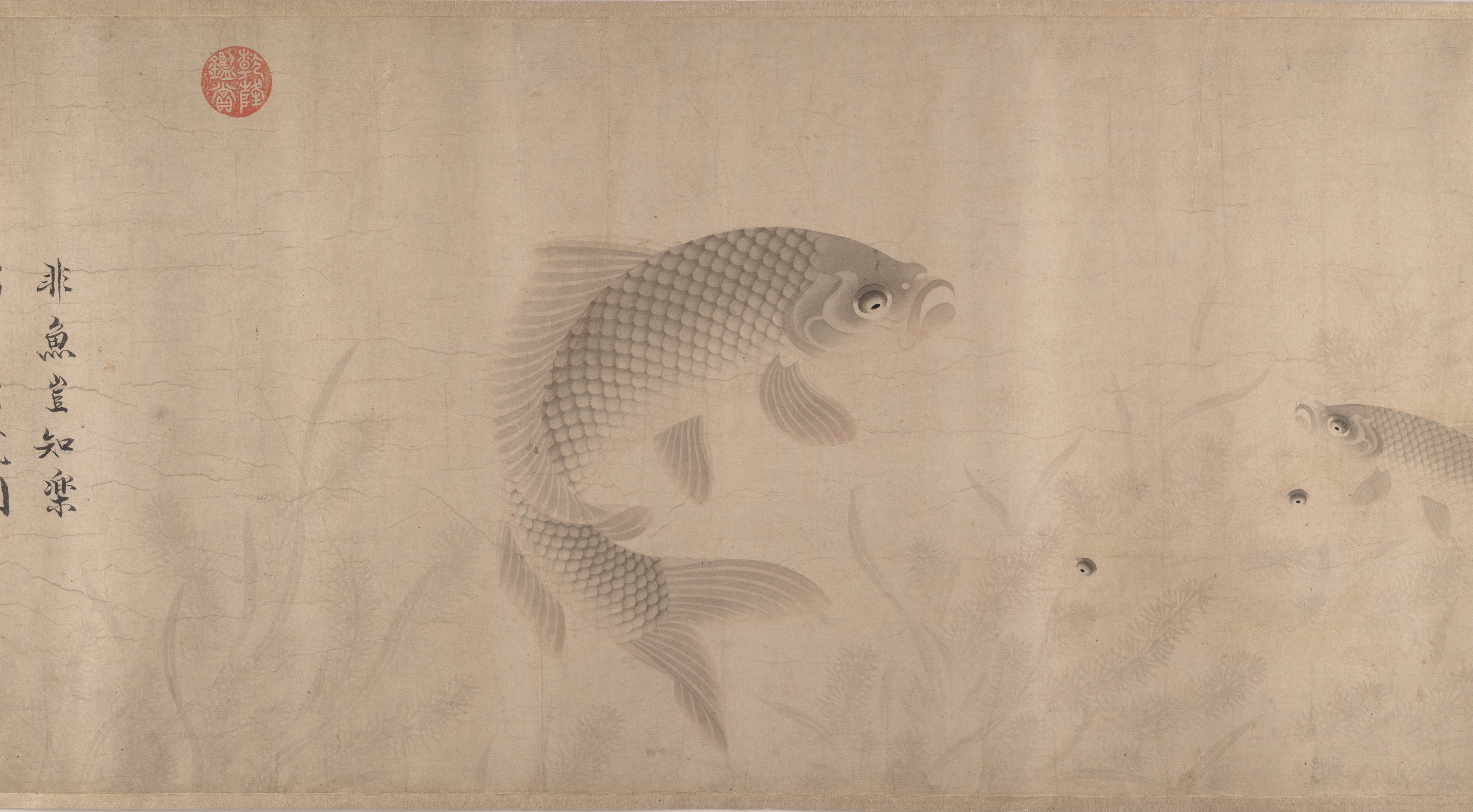
Zhou Dongqing, le Bonheur des poissons (1291)

Certains de leurs échanges comptent parmi les plus remarquables moments du Zhuangzi, ainsi ce vif échange sur le bonheur des poissons :

« Zhuang Zi et le logicien Hui Zi se promenaient sur le pont de la rivière Hao. Zhuang Zi observa : «Voyez les petits poissons qui frétillent, agiles et libres ; comme ils sont heureux ! »
Hui Zi objecta : « Vous n'êtes pas un poisson - comment tenez-vous que les poissons sont heureux ?
- Vous n'êtes pas moi, alors comment pouvez-vous savoir ce que je sais du bonheur des poissons ?
- Je vous accorde que je ne suis pas vous, et dès lors, ne puis savoir ce que vous savez. Mais comme vous n'êtes pas un poisson, vous ne pouvez savoir si les poissons sont heureux.
- reprenons les choses par le commencement rétorqua Zhuang Zi, quand vous m'avez demandé, "d'où tenez-vous que les poissons sont heureux" la forme même de votre question impliquait que vous saviez que je le sais. Mais maintenant, si vous voulez savoir d'où, je le sais - eh bien, je le sais du haut du pont. »

— Zhuangzi, Chapitre 17 (17.13), traduction Simon Leys.
Le récit est révélateur d'un Huì Shī pointilleux sur la logique et le langage, et surtout ne saisissant pas la vérité profonde d'un Zhuāng Zhōu en communion avec le monde,.
Dans le Zhuangzi, Huì Shī incarne ainsi un philosophe un peu distrait, un sophiste qui se perd dans ses connaissances, se focalise sur des détails, ou encore joue sur les mots en champion d'éristique. Mais dans l'ensemble, Huì Shī paraît comme le plus sympathique, le plus franc et le meilleur contradicteur de Zhuāng Zhōu : un faire valoir qui pour un lecteur occidental ne peut que rappeler le rôle des sophistes grecs (Protagoras, Gorgias...) dans les dialogues de Platon. Il agit comme un stimulant intellectuel qui soutient le point de vue alternatif, et critique, souvent avec humour, la perspective de Zhuāng Zhōu - ce dont Zhuāng Zhōu a parfaitement conscience :

« Un jour que Tchouang-tseu [Zhuangzi] suivait un convoi funèbre et passait devant la tombe de Houei-tseu [Huizi], il se retourna vers la personne qui le suivait et lui dit :
Un certain homme de Ying ayant une éclaboussure de plâtre grosse comme l'aile d'une mouche sur le bout de son nez, pria le charpentier Che de l'enlever avec sa hache. Le charpentier Che fit avec sa hache un moulinet dont le vent se fit entendre et supprima l'éclaboussure du nez sans blesser le nez de l'homme que qui ne perdit pas contenance. Le prince Yuan de Song ayant appris le fait fit appeler le charpentier Che et lui dit : « Pouvez-vous recommencer votre tour d'adresse pour moi ? » Le charpentier Che se récusa en disant : « votre serviteur a accompli là un tour d'adresse autrefois, mais hélas le matériel qui avait servi à votre serviteur est mort depuis longtemps. »
Tchouang-tseu conclut : « Depuis que Houei-tseu est mort, je n'ai plus de matériel avec qui dialoguer. » »

— Zhuangzi, chapitre 24 (24.6), traduction Liou Kia-Hway.
Tchad Hansen interprète cette complainte comme « la perte d'une société philosophique, de deux compagnons intellectuels, hommes d'esprit certes en désaccord, mais engagés dans les joies de l'argumentation philosophique ».
Bon nombre de notices et présentations vont cependant plus loin, parlant d'amitié entre Zhuāng Zhōu et Huì Shī (J. F. Billeter : « son ami »; J. Levi : « son ami et adversaire », « meilleur ami »,; C. Fraser; Liou Kia-hway : « contemporain et ami »...), voire de Huì Shī maître de Zhuāng Zhōu (A. Cheng : « maître et ami »,). Mais cela n'est jamais explicite dans le Zhuangzi et leur amitié est bien plus une convention de longue date qui s'appuie entre autres sur la familiarité et la liberté de leurs échanges, le texte précédent, et surtout sur l'empathie du constat que constituent les tout derniers mots du Zhuangzi :

« Faible en vertu et fort en ce qui concerne les choses, il [Huì Shī] suivait une voie obscure. Du point de vue du Tao du ciel et de la terre, le savoir de Houei Che est comme le vain travail du moustique ou du cousin. Quelle utilité y a-t-il là pour les êtres ? Son savoir aurait pu représenter un aspect de la vérité s'il s'était dit : "Plus on rend hommage au Tao et plus on s'en approche." Mais Houei Che n'a pas su se contenter de si peu. Il s'est insatiablement dispersé dans les choses et n'a finalement acquis que le renom d'habile rhéteur, quel dommage ! Houei Che, avec tous ses dons, s'est éparpillé dans les choses sans aboutir à rien, les poursuivant sans jamais revenir. C'est vouloir faire taire les échos en criant ; c'est vouloir courir plus vite que son ombre. Quelle tristesse ! »

— Zhuangzi, Chapitre 33 (33.7), traduction Liou Kia-Hway.

### Huì Shī par Xúnzǐ
« Toutes ces théories sont difficiles à suivre, mais Huì Shī et Dèng Xī en étaient capables. Cependant, un junzi 君子 ne les tiendra pas en haute estime car elles sont contraires aux normes de la tradition (禮 li) et de la morale (義 yi) - 是說之難持者也 而 惠施 鄧析 能之 然而君子不貴者 非禮義之中也 »

— Xunzi 3, 1.
Le confucéen Xúnzǐ (~310 - ~235) mentionne Huì Shī à quatre reprises dans son livre
(chapitres 3.1,
6.6,
8.8
et 21.5).
Il s'agit à chaque fois d'une critique virulente car Xúnzǐ - dont la philosophie stricte se veut réaliste, rationnelle et tournée vers l'action (notamment l'éducation) - voit en Huì Shī un dangereux penseur hétérodoxe, dont la doctrine n'est pas conforme aux normes de la tradition et de la morale,. Il lui reproche tout à la fois son ignorance de la réalité,, son goût d'énoncer d'obscurs paradoxes,, semeurs de troubles et inutiles, et surtout de négliger l'essentiel : la recherche de la vérité.

Xúnzǐ critique en fait tous les penseurs trop éloignés de sa propre vision du canon confucéen, incarné par Confucius et les Sages-Rois (Dayu 大禹, Tangyao 唐堯 et Dashun 大舜). Huì Shī fait ainsi partie des philosophes sommairement condamnés au chapitre 21 : 

« Huì Shī était aveuglé par les propositions (logiques) et insensible à la réalité (惠子蔽於辭而不知實). »

— Xunzi, 21, 5
.
À noter que Xúnzǐ critiquant notamment tous les sophistes sans distinction, Huì Shī se trouve presque systématiquement associé à un autre philosophe de l'École des Noms : Dèng Xī 鄧析.
Le Hán shī wàizhuàn ne fournit que deux passages concernant Huì Shī (III.32 et IV.22), et ces deux passages ne sont que des reprises du Xunzi (resp. 3.1 et 21.5).

## Doctrine

### L'auteur duHuizi
Bien que le Zhuangzi nous dise que les écrits de Huì Shī « rempliraient cinq charrettes 其書五車 », aucun des ouvrages de Huì Shī ne subsiste.
Cependant, dans le chapitre Yiwenzhi 藝文志 du Hànshū 漢書 (terminé en 111 après J.-C.), Huì Shī est considéré comme l'auteur du Huizi, listé parmi ceux des dialecticiens dans la rubrique des légistes. Mais le Huizi semble disparu dès la période Tang 唐 (618-907).
Au XIXe siècle l'érudit Ma Guohan (zh) 馬國翰 (1794-1857) rassemble différents fragments et commentaires sur Huì Shī qui forment 17 chapitres de son Yuhan shanfang yiji shu 玉函山房輯佚書 - une compilation aujourd'hui fortement critiquée du fait de ses erreurs et de ses affirmations non documentées. Le « Huizi de Ma Guohan » est repris dans les compilations Zhuzi huihan 諸子彙函 et Puxuezhai congshu 朴學齋叢書, cette dernière enrichie des commentaires de Hu Huaishen 胡懷深.

### Les paradoxes de Huì Shī

Le Cube de M. Escher

Seuls dix de paradoxes de Huì Shī nous sont parvenus, conservés grâce au chapitre 33 Sous le ciel 天下 du Zhuangzi, - les voici dans la traduction d'Anne Cheng:
1. « Le Très-Grand n'a pas d'extérieur : on l'appelle le Grand-Un ; le très petit n'a pas d'intérieur, on l'appelle le Petit-Un. » 至大無外 謂之大一 至小無內 謂之小一
2. « Ce qui n'a pas l'épaisseur ne saurait être accumulé, et pourtant il mesure mille li/lieues. » 無厚不可積也 其大千里
3. « Le ciel est aussi bas que terre, » 天與地卑 « les montagnes sont au même niveau que les marais. » 山與澤平
4. « Le soleil est à la fois au midi et au couchant, » 日方中方睨 « un être à la fois vit et meurt. » 物方生方死
5. « Une grande similitude diffère d'une petite similitude : c'est ce qu'on appelle petite différence ; » 大同而與小同異 此之謂小同異 « que les dix mille êtres soient à la fois en tout point semblables et en tout point différents : c'est ce qu'on appelle grande différence. » 萬物畢同畢異 此之謂大同異
6. « Le Sud est sans limite, tout en ayant une limite. » 南方無窮而有窮
7. « Je vais à Yue (à l'extrême sud) aujourd'hui, et j'y suis arrivé hier. » 今日適越而昔來
8. « Des anneaux de jade imbriqués l'un dans l'autre peuvent être séparés. » 連環可解也
9. « Je sais que le centre de l'univers : il est au nord de Yen (à l'extrême Nord) et au sud de Yue (à l'extrême sud). » 我知天下之中央 燕之北 越之南是也
10. « Que votre amour s'étende aux dix mille êtres, le Ciel-Terre ne fait qu'un. » 氾愛萬物 天地一體也

Six paradoxes (1, 2, 3, 6, 8 et 9) sont des paradoxes sur la relativité de l'espace, les 4 et 7 portent sur la relativité du temps. Le 5e relativise similitude et différence et annonce le 10e, qui semble rejoindre les concepts d'amour universel et de paix de Mozi.
Dans le fameux chapitre 2 du Zhuangzi, le Qí wù lùn 齊物論, traduit par A. Cheng De la mise à plat qui rend les choses équivalentes, Zhuāng Zhōu sans nommer Huì Shī critique tout d'abord (partie 2.4) le paradoxe 7 : « Quiconque voudrait dépasser ses préjugés pour distinguer le vrai et le faux, serait comme celui qui prétendrait aller aujourd'hui à Yue alors qu'il y serait arrivé la veille. C'est considérer comme existant ce qui ne l'est pas. » puis dans une autre partie Zhuāng Zhōu pastiche avec humour les paradoxes 1, 3b, 4b et surtout 10 :
« Dans l'univers, il n'est rien de plus grand que la fine pointe d'un poil d'automne, et le mont Tai est petit. Personne ne vit plus vieux qu'un enfant mort-né, et Peng Zu (Mathusalem chinois) mourut jeune. Le Ciel-Terre fut engendré avec moi; les dix mille êtres et moi ne faisons qu'un. » (Traduction Anne Cheng.)
L'ironie est encore plus manifeste dans le paragraphe qui suit - qui partant du un du 10e paradoxe de Huì Shī et du paradoxe Le coq a trois pieds généralement attribué à Gongsun Long 公孙龙 - constitue une critique radicale du langage.
Après la citation des 10 paradoxes suit une seconde liste de 21 paradoxes, que le Zhuangzi attribue à des dialecticiens « ayant trouvé du plaisir à ceux de Hui Shi », parmi lesquels :
« Les œufs possèdent des plumes » (n°1),
« Ying possède le monde entier »(n°3),
« Le chien peut devenir mouton » (n°4),
« Le cheval possède des œufs » (n°5),
« Le clou a une queue » (n°6),
« La montagne sort d'une bouche » (n°7),
« La tortue est plus longue que le serpent » (n°12) et
« Un chien blanc est noir » (n°17).
Si Liou Kai-hway attribue dans les notes de son édition du Zhuangzi ces 8 paradoxes à Huì Shī lui-même, pour la majorité des critiques ils sont l'œuvre de l'autre grand sophiste de l'École des Noms : Gongsun Long 公孙龙.
Xúnzǐ quant à lui, liste six paradoxes qu'il attribue à Huì Shī et à un autre sophiste Deng Xi 鄧析, sans distinguer les deux auteurs :
« Les montagnes et les marais sont sur le même niveau » 山淵平,
« Le ciel et la terre sont comparables » 天地比,
« Qi et Qin sont voisins » 齊秦襲,
« Entré par l'oreille, sorti par la bouche » 入乎耳 出乎口,
« Les vieilles femmes ont des moustaches 鉤有須 »
et « Les œufs ont des plumes » 卵有毛.
Or si les deux premiers sont bien cités comme étant de Huì Shī dans le chapitre 33 du Zhuangzi, les quatrième (à condition de le rapprocher comme Raphals de « La montagne sort d'une bouche » 山出口) et sixième y figurent aussi mais dans la seconde liste.
Enfin le Zhuangzi évoque à de multiples reprises, l'un des plus célèbres paradoxes de la sophistique chinoise : dénommé le dur et le blanc 堅白論 il vise, à propos d'une pierre blanche, à séparer la pierre blanche de la pierre dure. Attribué à Gongsun Long 公孙龙, Zhuāng Zhōu semble cependant le donner à Huì Shī - comme le montre deux allusions du Zhuangzi : dans le chapitre 2 « Houei-Tseu a gâté son existence dans l'obscurité entre le dur et le blanc. » et dans le chapitre 5 « Le ciel vous a fourni un corps, mais vous vous en êtes servi pour une discussion futile sur le dur et le blanc. ». Une première hypothèse serait que via ce paradoxe célèbre Zhuāng Zhōu vise dans les faits tous les sophistes. Dans son commentaire du Zhuangzi, Guan Feng explique autrement cette attribution en supposant qu'aux temps des royaumes combattants il y avait deux écoles opposées : l'école de Gongsun Long qui séparait le blanc et le dur, et l'école des derniers moïstes qui soutenaient que le blanc et le dur se compénètrent à l'intérieur d'une pierre donnée. Huì Shī appartiendrait à cette dernière école.

### Un dialecticien sensible au moïsme
Dans une période où « la pensée chinoise [reste] dominée par l'opposition des enseignements confucéen et moïste », Huì Shī semble en effet sensible aux propos et idées de Mozi, notamment ceux concernant l'utilité, le pacifisme et son amour universel 兼愛, jiān'ài.
Mozi, remettant en cause le respect de la tradition ritualiste dominante (celle des confucianistes), pose comme critère majeur le critère d'utilité.
Or - dans les trois dialogues entre Zhuāng Zhōu et Huì Shī portant sur le sujet de l'utilité,,, Huì Shī défend ce critère, ou l'utilise pour dévaluer la pensée de Zhuāng Zhōu.
Huì Shī, à l'image de Mozi, « semble avoir été, dans sa doctrine et dans son action politique, un homme de paix » (Reding). Dans cette période troublée des Royaumes Combattants, « il a réfléchi à l’art de raisonner pour mieux dissuader les princes les plus belliqueux de déclencher des guerres » (Billeter), ainsi que le montre un récit du Han Feizi, où le ministre Huì Shī s'oppose à la déclaration de guerre contre les principautés Qi et Jing, préférant la paix et l'établissement d'alliances avec ces deux principautés.
Enfin, le passage du Zhuangzi « Leur amour [à Zhao Wen, maître Kuang et Huizi] différait de celui de tout le monde. Ils avaient voulu faire comprendre à autrui leur propre amour. », et surtout le 10e paradoxe semble reprendre le concept moïste de 兼愛, jiān'ài généralement traduit par amour universel, qui diffère cependant de l'amour pour autrui des confucéens en ce qu'il ne relève pas du sentiment ou de l'émotion mais plutôt d'un souci d'équité. J. Levi dresse ainsi le portrait suivant de Huì Shī : « le rhéteur Houei Tseu, homme ambigu et ambitieux, mais humain, [...] trop-humain peut-être... ».

### Sources anciennes

#### textes chinois
Pour l'ensemble des textes chinois, l'édition utilisée est celle du Chinese Text Project - voir ci-dessous.
Il existe aussi des éditions disponibles sur le wikisource chinois (par exemple le Zhuangzi (zh) « 莊子 ») mais peu pratiques car sans division plus fine que celle des chapitres.

#### traductions françaises
莊子 Zhuāngzǐ
- [ZHUANGZI (éd. Wieger 1913)] Tchoang-tzeu (trad. Léon Wieger), « 南華眞經 Nan-Hoa-Tchenn-King », dans Lao-tzeu, Lie-tzeu, Tchoang-tzeu. Les pères du système taoïste,‎ 1913 (lire sur Wikisource), p. 201-509
- [ZHUANGZI (éd. Liou 1969/2011)] Tchouang-tseu (trad. Liou Kia-hway), Œuvre complète, Gallimard, coll. « Folio essais », 2011 (1re éd. 1969)

吕氏春秋 Lüshi chūnqiū
- [LÜSHI CHUNQIU (éd. Kamenarovic 1998)] Printemps et automnes de Lü Buwei  (trad. Ivan Kamenarovic), Cerf, 1998, 560 p.

荀子 Xúnzǐ
- [XUNZI (éd. Kamenarovic 1987)] Xunzi  (trad. Ivan Kamenarovic), Cerf, 1987
- [XUNZI (éd. Mathieu 2009)] « Xunzi », dans Philosophes Confucianistes  (trad. Rémi Mathieu), Gallimard, coll. « La Pléiade », 2009, p. 649-1325

韓非子 Hán Fēizǐ
- [HANFEIZI (éd. Lévi 1999)] Han Fei Zi ou Le tao du prince  (trad. Jean Levi), Paris, Seuil, coll. « Points Sagesses », 1999

淮南子 Huáinán zǐ
- [HUAINANZI (éd. Le Blanc-Mathieu 2003)] Huainanzi : Philosophes taoïstes, t. II  (trad. Bai Gang, Anne Cheng, Charles Le Blanc (dir.), Jean Levi, Rémi Mathieu (dir.), Nathalie Pham-Miclot et Chantal Zheng), Gallimard, coll. « La Pléiade », 2003, 1280 p.

### Études
- [FORKE 1901] A. Forke, « The Chinese Sophists », Journal of the North China Branch of the Royal Asiatic Society, Changhai, vol. XXXIV,‎ 1901, p. 1-100
- [GRANET 1934] M. Granet, La Pensée chinoise, Paris, La renaissance du livre, 1934, p. 356-363, 436, 464 et note 855
- [KOU 1953] Kou Pao-koh 顧保鵠 (préf. Paul Masson-Oursel), Deux sophistes chinois : Houei Che et Kong-souen Long., vol. VIII, Paris, Imprimerie Nationale, Presses universitaires de France, coll. « Bibliothèque de l'Institut des Hautes Études Chinoises »,‎ 1953, 163 p..
- [GUAN 1961] (zh) 関鋒 Guan Feng, 莊子內篇譯解和批判 (Explication critique des chapitres internes du Zhuangzi), Pékin, 中華書局,‎ 1961
- [SOLOMON 1969] (en) « The assumptions of Hui Shih », Monumenta Serica, vol. 28,‎ 1969, p. 1-40.
- [MORITZ 1973] (de) R. Moritz, Hui Shi und die Entwicklung des philosophischen Denkens im alten China, Berlin, 1973.
- [REDING 1985] (en) Jean-Paul Reding, Les fondements philosophiques de la rhétorique chez les sophistes grecs et chez les sophistes chinois, Berne, Lang, 1985, 576 p. (ISBN 978-3-261-04073-2)
- [GRAHAM 1989] (en) A. C. Graham, Disputers of the Tao : Philosophical argument in Ancient China, Chicago, Open Court, 1989.
- [LANGE 1989] (en) Marc Lange, « Hui Shih's Logical Theory of Descriptions: A Philosophical Reconstruction of Hui Shih's Ten Enigmatic Arguments », Monumenta Serica, no 38,‎ 1989, p. 95–114.
- [LI 1990] (zh) 李 存山 Li Cunshan, 中國氣論探源與發微 (Recherche sur l'origine et la subtilité de la philosophie du qi en Chine), Pékin, Zhongguo shehui kexue chubanshe,‎ 1990
- [STEVENSON 1991] (en) Frank Stevenson, « South Has (No) Limits : Relative and Absolute Meaning in Hui Shi's Ten Points », Tamkang Review, no 21(4),‎ 1991, p. 325–46
- [LUCAS 1993] (en) Thierry Lucas, « Hui Shih and Kung Sun Lung: an approach from contemporary logic », Journal of Chinese Philosophy, no 20,‎ 1993, p. 211-255.
- [LI 1996] (zh) 李學勤 Li Xueqin (en), 呂文鬰 Lü Wenyu, 四庫大辭典 Siku da cidian, vol. 2, Changchun, Jilin daxue chubanshe,‎ 1996, p. 1874
- [CHENG 1997] A. Cheng, Histoire de la pensée chinoise, Éditions du seuil, 1997 (ISBN 978-2-02-012559-8), p. 117-120, 134, 138, 140 n.11, 144, 230
- [XU 1997] (en) Xu Keqian, « The Unique Features of Hui Shi's Thought: A Comparative Study Between Hui Shi and Other Pre-Qin Philosophers », Journal of Chinese Philosophy, no 24,‎ 1997, p. 231–253 (lire en ligne)
- [RAPHALS 1998] (en) Lisa Raphals, « On Hui Shi », dans Roger T. Ames, Wandering at Ease in the Zhuangzi: A Postmodern Critique, Suny Press, 1998, 239 p. (ISBN 9780791439210, lire en ligne)
- [CHENG 1999] A. Cheng, « L'élaboration de la notion de qing dans les textes philosophiques des Royaumes combattants jusqu'aux Han », Études chinoises, vol. XVIII, nos 1-2,‎ 1999 (lire en ligne)
- [BILLETER 2002] Jean François Billeter, Leçons sur Tchouang-tseu, Paris, Allia, 2002, 148 p. (ISBN 2-84485-080-4 et 978-2-84485-080-5, OCLC 422113914, BNF 38801714, lire en ligne)
- [WANG 2002] (zh) 王葆玹 Wang Bao Xuan, 老庄学新探, Shanghai, 上海文化出版社,‎ 2002
- [HANSEN 2003] (en) Chad Hansen, « The Relatively Happy Fish », Asian Philosophy, no 13,‎ 2003, p. 145-164.
- [LEVI 2003] Jean Levi, Propos intempestifs sur le Tchouang-Tseu, Paris, Allia, 2003
- [BILLETER 2004] Jean François Billeter, Études sur Tchouang-tseu, Paris, Allia, 2004, 291 p. (ISBN 2-84485-145-2 et 978-2-84485-145-1, OCLC 417719041, BNF 39142320, lire en ligne)
- [LEVI 2006] Jean Lévi, Tchouang-Tseu, maître du Tao, Pygmalion, coll. « Chemins d'éternité », 2006
- [FUNG 2008] (en) Yiu-ming Fung, « Chapter 5 - The School of names », dans Bo Mou (dir.), Routledge history of world philosophies : History of chinese philosophy, Taylor & Francis, 2008, p. 164-188
- [LEYS 2008] Simon Leys, Le Bonheur des petits poissons : Lettres des Antipodes, Paris, Éditions Jean-Claude Lattès, 2008, 213 p. (ISBN 978-2-7096-2997-3)
- [FRASER 2009.1] (en) Chris Fraser, « École de noms: 5. Hui Shi », dans Stanford Encyclopedia of Philosophy, 2009 (lire en ligne)
- [FRASER 2009.2] (en) Chris Fraser, « Life of Hui Shi », dans Stanford Encyclopedia of Philosophy, 2009 (lire en ligne)
- [WANG 2011] Frédéric Wang, « Le confucianisme et la chine actuelle : l’héritage de Zhang Dainian (1909-2004) », Histoire & Missions Chrétiennes, no 18,‎ juin 2011, p. 69-87